# Culicoides dubius
Culicoides dubius är en tvåvingeart som beskrevs av Arnaud 1956. Culicoides dubius ingår i släktet Culicoides och familjen svidknott. Inga underarter finns listade i Catalogue of Life.